# Louis-Alexandre de Launay, comte d'Antraigues
Emmanuel Henri Louis Alexandre de Launay, comte d'Antraigues, francoski častnik, diplomat, vohun in politik, * 25. december 1753, † 22. julij 1812.

## Življenje
Potem, ko se je naveličal vojaške kariere, se je seznanil z razsvetljenstvom in postal prijatelj Rousseauja. Posledično je zapustil vojsko in se posvetil diplomatski službi (Otomanski imperij, Egipt, Poljska, Dunaj).
Kot plemič je bil izvoljen v Narodno skupščino Francije leta 1789, kjer je podprl teniško prisego. Toda potem, ko so revolucionarji napadli Versailles 5. oktobra in skoraj ubili Marijo Antonieto, se je priključil rojalistični strani. Kraljevi družini je pomagal pri pobegu, nakar je februarja 1790 pobegnil v tujino.
V Benetkah je postal ataše pri španskemu, nato pa ruskem veleposlaništvu. Leta 1793 je pričel vohuniti za bodočega kralja Ludvika XVIII..
Leta 1802 je postal ataše Rusije pri Saški kraljevini.
Leta 1812 sta bila z ženo ubita s strani italijanskega služabnika, ki sta ga odpustila.